# Injeção G
A injeção G ou g-shot é um procedimento cirúrgico que aumenta o ponto G. A técnica consiste em aplicar uma injeção intravaginal de colágeno (de 0,5 até 1 ml) ou ácido hialurônico, na parede anterior da vagina, a cerca de 4 cm da entrada, num ponto encontrado através de estimulação elétrica ou manual, aumentando assim o tecido que forma a região do ponto G e proporcionando um aumento do prazer sexual nas mulheres ao serem estimuladas por masturbação ou pela fricção do pênis na área protuberante. No entanto, ainda não há comprovação científica de eficácia. As norte-americanas, ao aceitarem fazer o procedimento, assinam um termo de responsabilidade que diz as contra-indicações, tais como retenção urinária, infecção e perda de sensibilidade na região.

## Técnica
O procedimento é realizado sob anestesia local e possui duração total de aproximadamente 30 minutos. Consiste basicamente na injeção de ácido hialurônico ou colágeno no Ponto de Gräfenberg. Somente a injeção leva cerca de 10 segundos, e após 24 horas a paciente está liberada para relações sexuais. Esse tipo de procedimento só deve ser realizado em mulheres normais, ou seja, sem qualquer disfunção sexual. Além disso, a injeção não é infinita e deve ser novamente realizada de tempos em tempos. Estima-se que o tempo de duração do efeito seja de até 4 meses.